# كرة الدراجات النارية

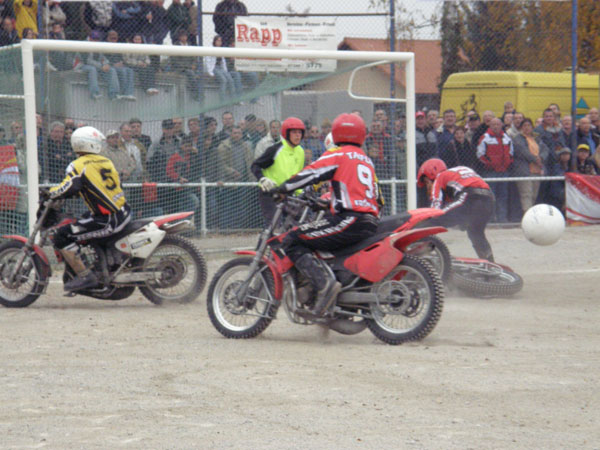
إحدى مباريات كرة الدراجات النارية عام 2007م

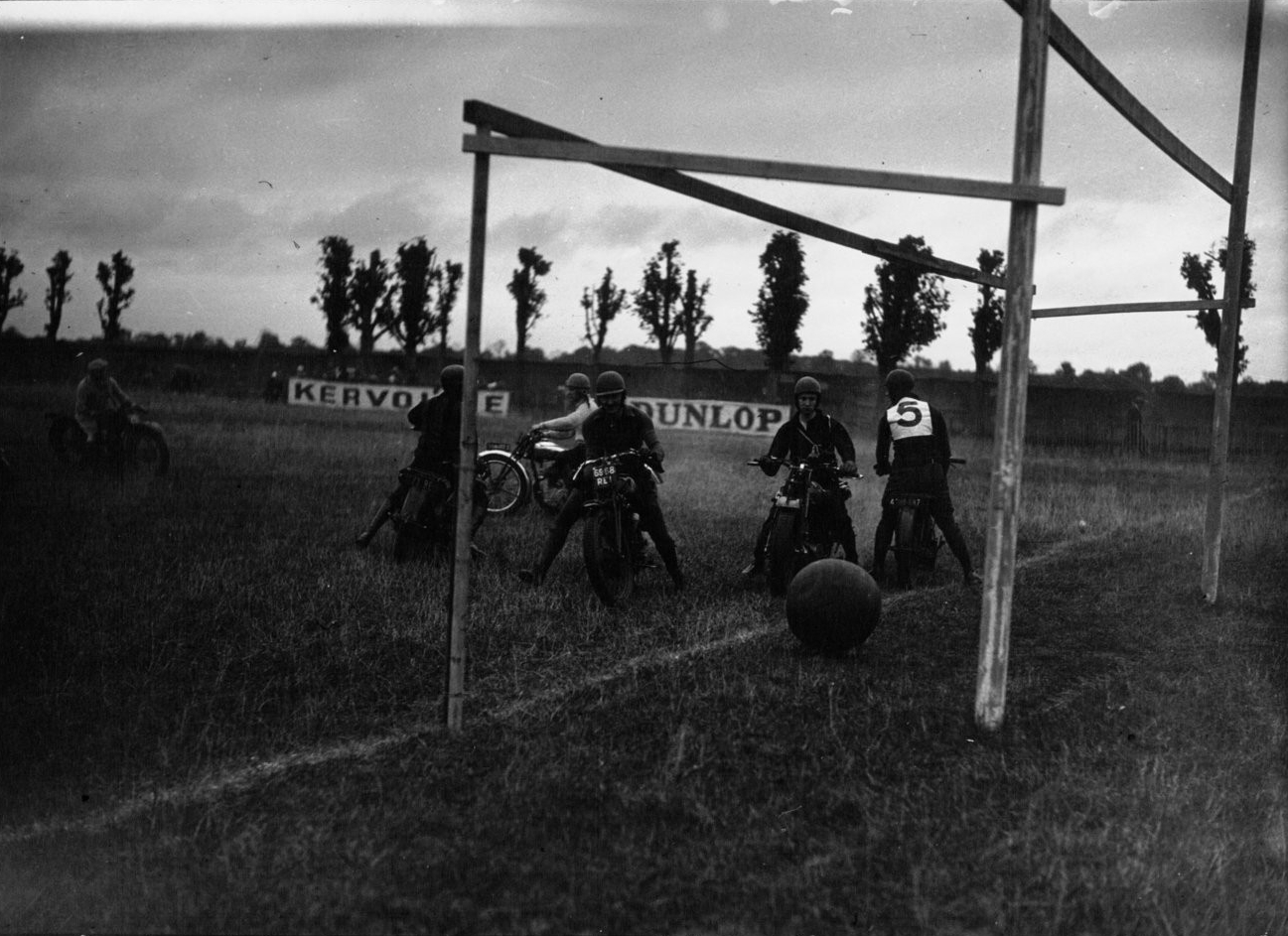
مباراة لكرة الدراجات النارية في فرنسا عام 1932م

كرة الدراجات النارية: (بالإنجليزية: Motoball) هي رياضة عالمية تُعرَف أيضاً باسم لعبة البولو للدراجات النارية. فهي رياضة جماعية تشبه رياضة كرة القدم، مع الاختلافات الرئيسية التي تتمثل في أن جميع اللاعبين، باستثناء حراس المرمى يركبون دراجات نارية، والكرة أكبر بكثير. بدأت لعبة كرة الدراجات النارية كرياضة منظمة رسمياً في منتصف ثلاثينيات القرن العشرين. وتعرف بأنها واحدة من أسرع الرياضات الجماعية في العالم، كما تتصف بأنها رياضة منتشرة في أجزاء كثيرة من أوربا. تجدر الإشارة إلى أن أول مباراة موتوبول انطلقت في فرنسا مطلع القرن العشرين، وانتشرت هذه اللعبة بعد ذلك في عدة دول، وتوجد أقوى فرق هذه الرياضة الغريبة في روسيا، كما تقام بطولات عدة لهذه اللعبة أشهرها كأس الأمم الأوروبية.

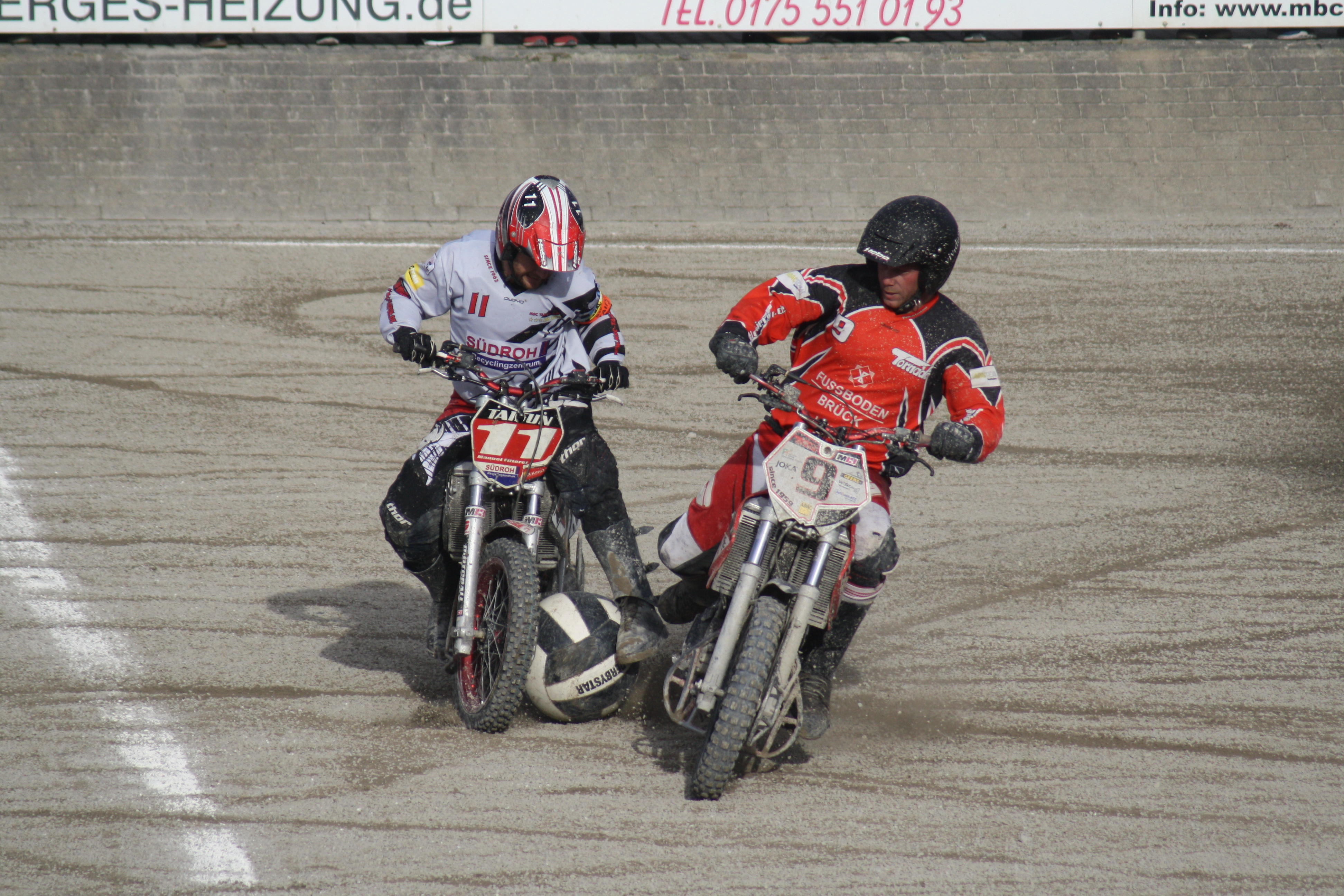
مسابقة لعبة كرة الدراجات النارية (موتوبول) في ألمانيا عام 2014م

## تأريخ اللعبة

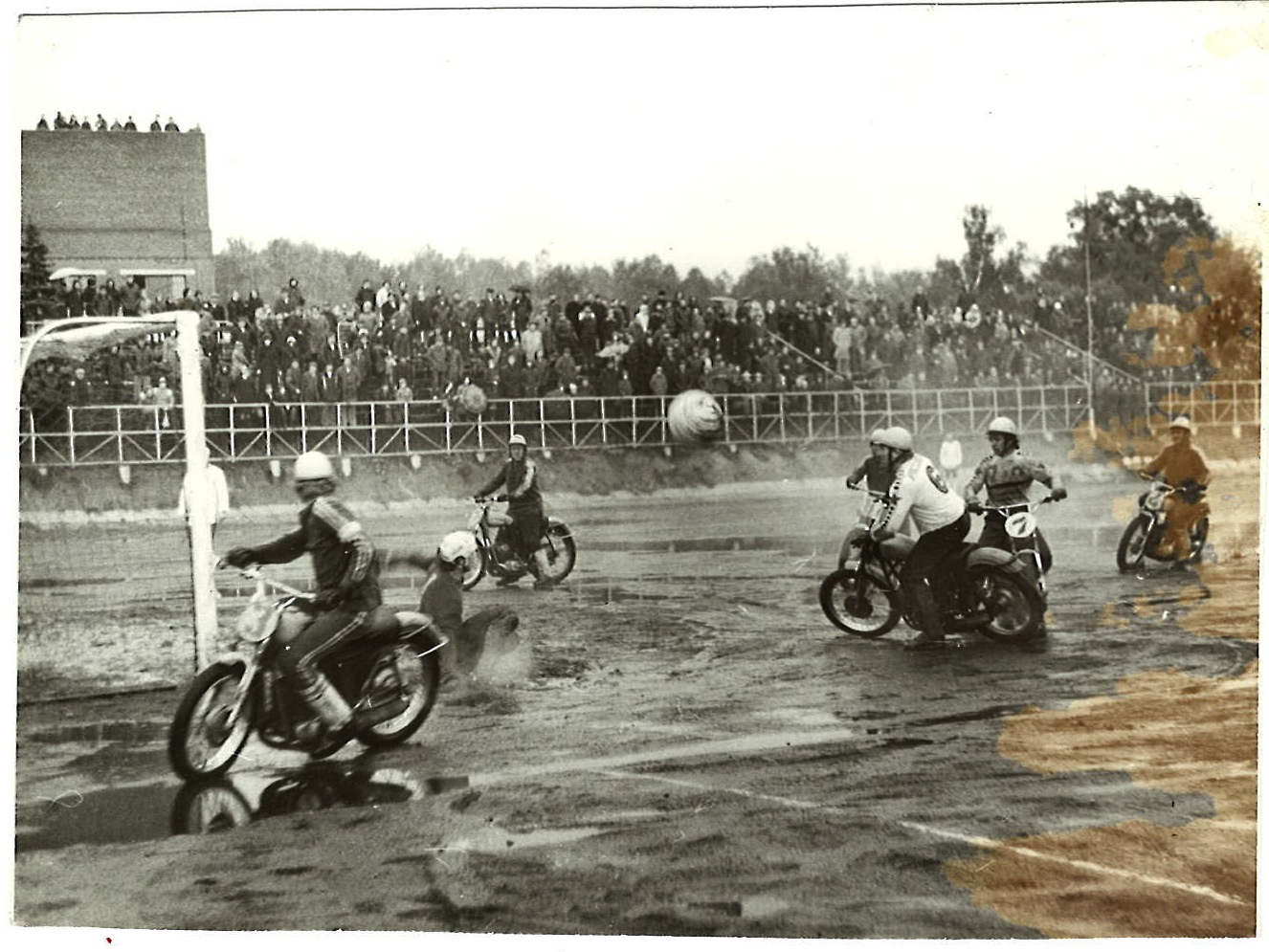
مسابقة كرة الدراجات النارية في الاتحاد السوفيتي عام 1979م

وفقاً لِما ورد على صحيفة ديلي ميل البريطانية، فإن لعبة الموتوبول أو كرة القدم بالدراجات النارية، واحدة من أغرب الألعاب الرياضية حول العالم، ظهرت في البداية عام 1930م في فرنسا، ونُظمت لها عدة بطولات في البلاد وبدأت تكون لعبة شعبية ولها جماهيرها الذين رأوا فيها الإثارة والاختلاف. كما وتم تنظيم بطولات أخرى لهذه اللعبة في معظم الدول الأوروبية ومناطق أخرى من العالم، أما في العالم العربي فإنها لم تظهر بعد بشكل كبير. ولعبة الموتوبول شبيهة بلعبة البولو، وبدل الأحصنة يركب جميع اللاعبين دراجات نارية إلا حارسي المرمى.

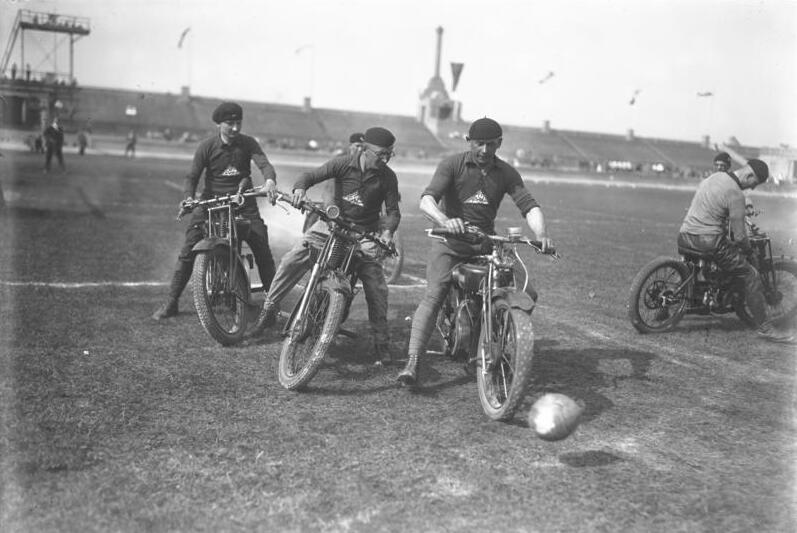
ممارسة رياضة كرة الدراجات النارية في ألمانيا عام 1931م

## قواعد اللعبة
لا تخلو لعبة الدراجات النارية من الخطورة، لأن أي احتكاك بين دراجتين ناريتين قد يؤدي إلى ما لا يحمد عقباه، فدول أوروبا شكلت منتخبات وطنية من لاعبين محترفين قادرين على تسجيل الأهداف وقيادة فرقهم للفوز في البطولات الدولية. يقود اللاعبون الدراجات النارية بسرعة لا تتجاوز 65 ميلاً في الساعة ويركلون الكرة بأقدامهم. الدراجات مصممة خصيصاً لهذه الرياضة، وهي مقتصرة على سعة محرك (CC 250). كل فريق يتشكل من مدرب وميكانيكي وأربعة لاعبين مع دراجاتهم يرتدون ملابس الدراجات النارية، وحارس مرمى يقف على قدميه دون دراجة نارية، كما يوجد لاعبون احتياط. يمنع على اللاعبين دخول منطقة الجزاء التي يحرسها لاعب على قدميه، حجم الكرة أكبر بمرتين من حجم مثيلتها في لعبة كرة القدم. اللاعب يحتفظ بالكرة بين قدمه والدراجة ويبحث عن فرصة سانحة للتسديد والتسجيل، وكما هي الحال في كرة القدم هناك حكم لا يركب الدراجة ويحتسب الأخطاء إذا ارتكبت من قبل اللاعبين، أو إذا كان الالتحام مبالغاً فيه. المباراة تُقام على ملعب بنفس مساحة الملاعب الخمسية مع أربعة حكام، إثنان منهم في الملعب، وتقسم المباراة إلى أربعة أشواط كل شوط منها مدته 20 دقيقة. خلال المباراة، تُستَخدَم كرة يبلغ قطرها 40 سنتيمتراً ويصل وزنها إلى واحد كيلو غرام. وأثناء المراوغة في أرض الملعب، يحاول كل لاعب الاحتفاظ بالكرة الكبيرة بين ساقه ودراجته، ومن ثم يبحث عن فرصة سانحة للتسديد على المرمى وتسجيل الأهداف، أو دفعها إلى زميله في حال كان هو الأقرب إلى المرمى وله فرصة أكبر في إحراز الهدف.

## العقوبات
هناك أنواع مختلفة من الألعاب الرياضية يمارسها البشر حول العالم، أشهرها كرة القدم والغولف والسباحة والتنس وغيرها الكثير، إلا أنه بينما تحظى هذه الألعاب بشعبية وشهرة واسعة، هناك أيضاً ألعاب أخرى تتسم بالغرابة والخطورة الشديدة، منها رياضة موتوبول التي تشبه كرة القدم إلى حدٍ كبير، لكن اللاعبون داخل الملعب يستقلون دراجات نارية. وكمثل كرة القدم العادية، فيوجد حكم في أرض الملعب، لكنه يقف على قدميه ولا يستقل دراجة نارية، يحتسب الأخطاء على اللاعبين في حال ارتكابها، أو في حال كان الالتحام بين اللاعبين مبالغاً فيه، ويحتفظ هذا الحكم بـ3 بطاقات في جيبه تمثل 3 عقوبات مختلفة. حيث أن هناك ثلاثة أنواع من العقوبات على اللاعبين الذين يمارسون رياضة كرة الدراجات النارية في الملعب وهي:
1- العقوبة الأولى (البطاقة الخضراء): وهي خروج اللاعب من الملعب لدقيقتين.
2- العقوبة الثانية (البطاقة الصفراء): وهي خروج اللاعب من الملعب لخمس دقائق.
3- العقوبة الثالثة (البطاقة الحمراء): وهي طرد اللاعب من الملعب بشكل نهائي.

## الملعب الخاص باللعبة
تجري لعبة كرة الدراجات النارية (موتوبول) في ملعب يتوافق مع حجم ملعب كرة القدم، أي بطول 105 أمتار وعرض 68 متراً. ومع ذلك، هناك اختلاف طفيف في العلامات، لأنه لا يوجد دائرة المركز، ومنطقة الهدف لها شكل نصف دائرة. عادةً ما يتم تغطية الحقل بالرماد أو الإسفلت. ويلعب اللاعبون بكرة أكبر بكثير من كرة القدم.

## معرض الصور

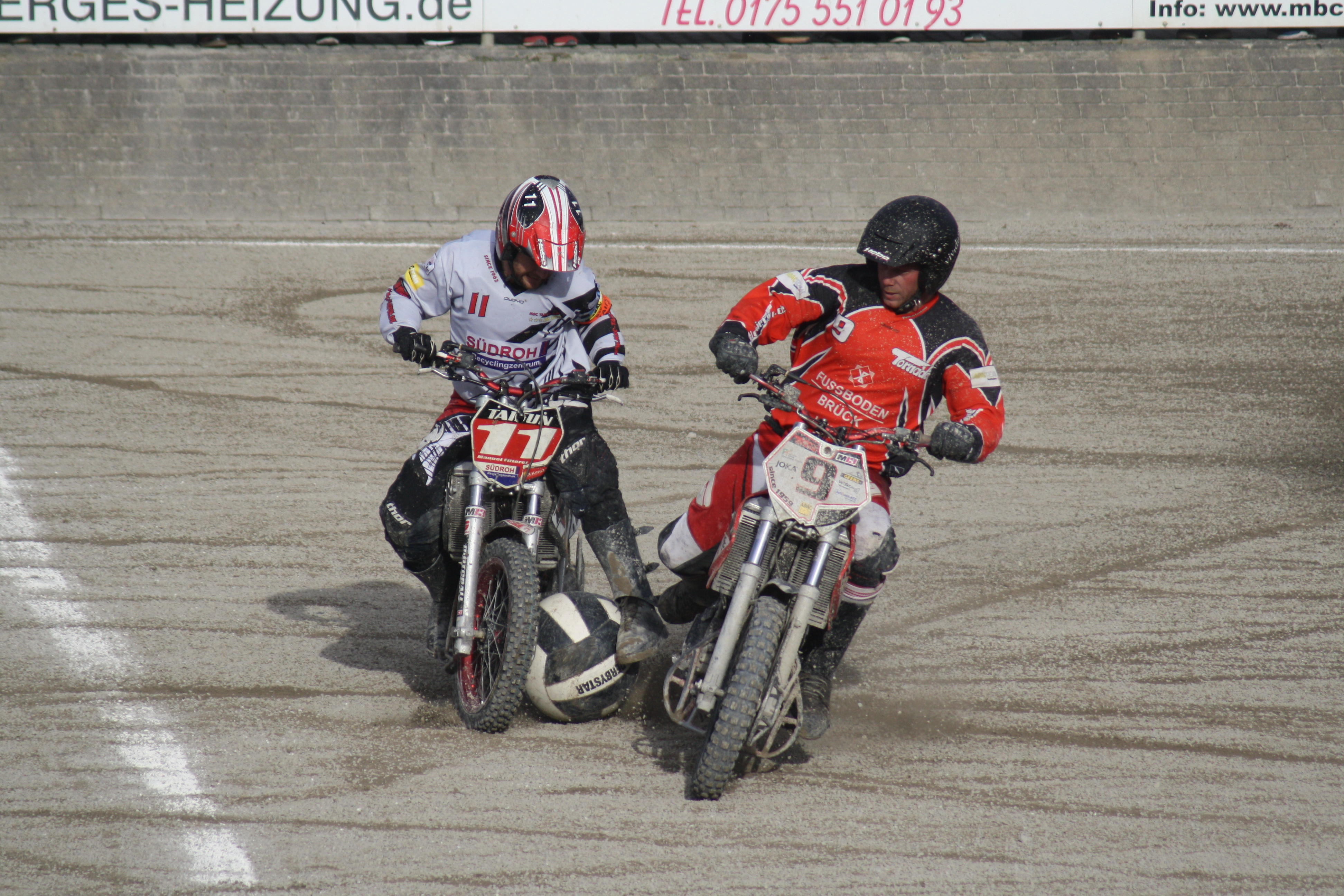
مسابقة لعبة كرة الدراجات النارية (موتوبول) في ألمانيا عام 2014م

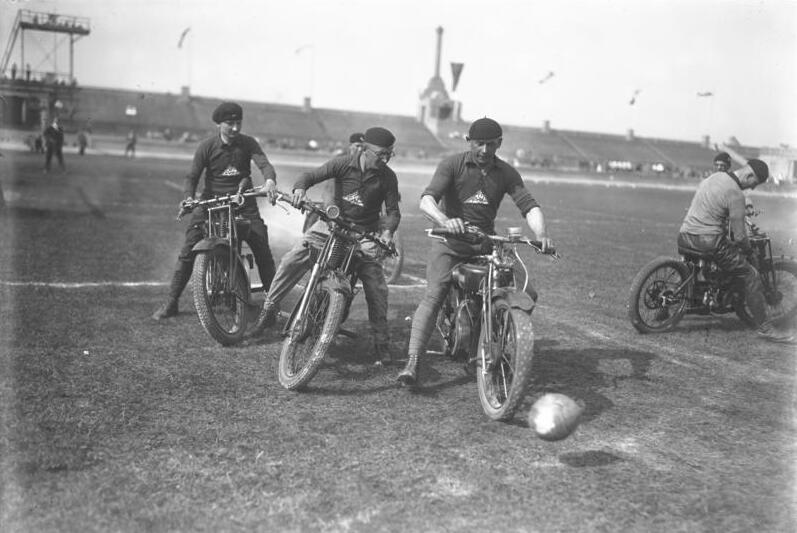
ممارسة رياضة كرة الدراجات النارية في ألمانيا عام 1931م

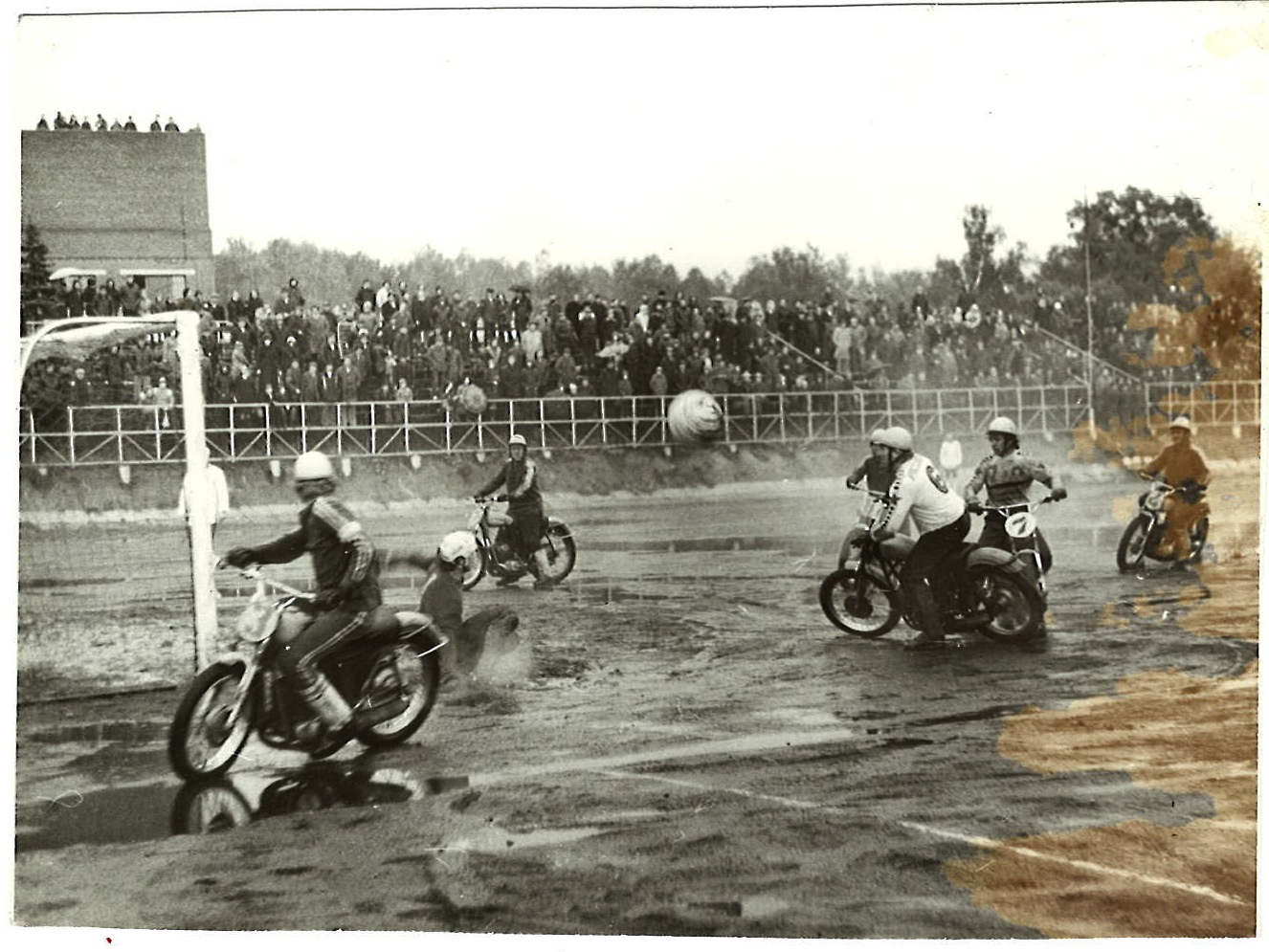
مسابقة كرة الدراجات النارية في الاتحاد السوفيتي عام 1979م

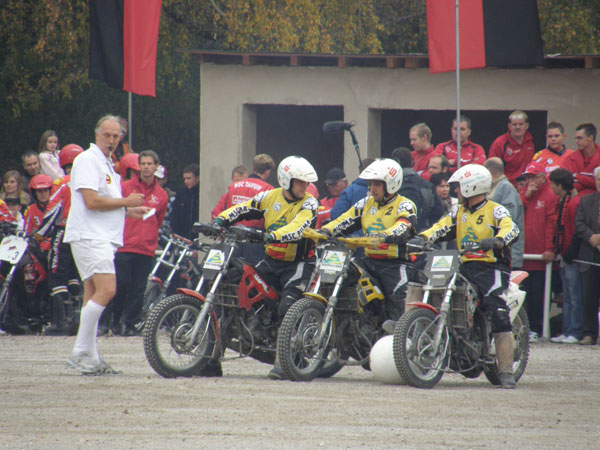
إحدى مباريات كرة الدراجات النارية عام 2007م

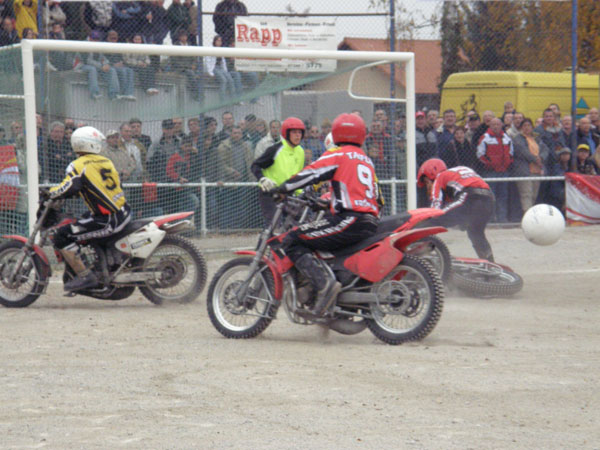
إحدى مباريات كرة الدراجات النارية عام 2007م

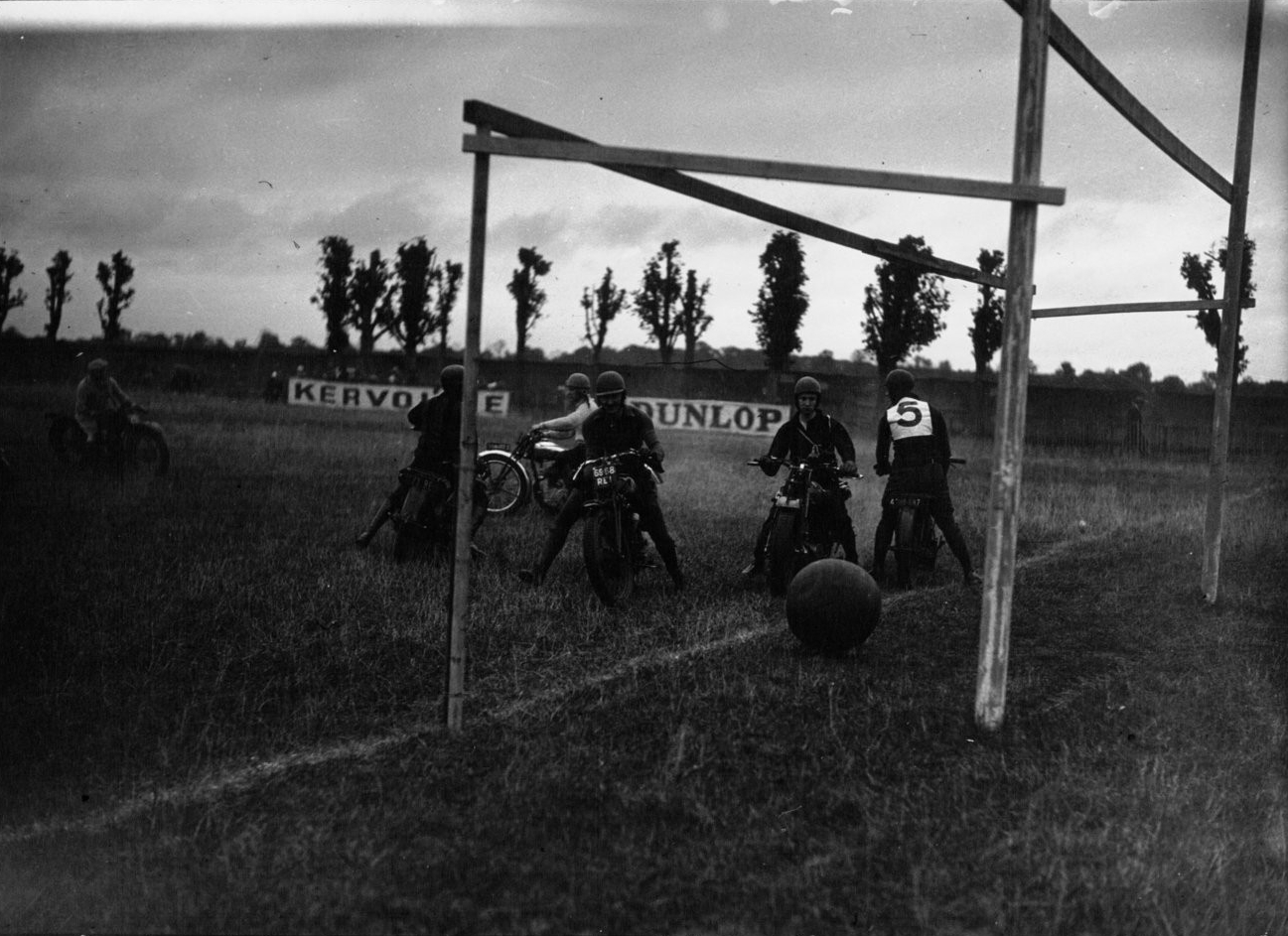
مباراة لكرة الدراجات النارية في فرنسا عام 1932م

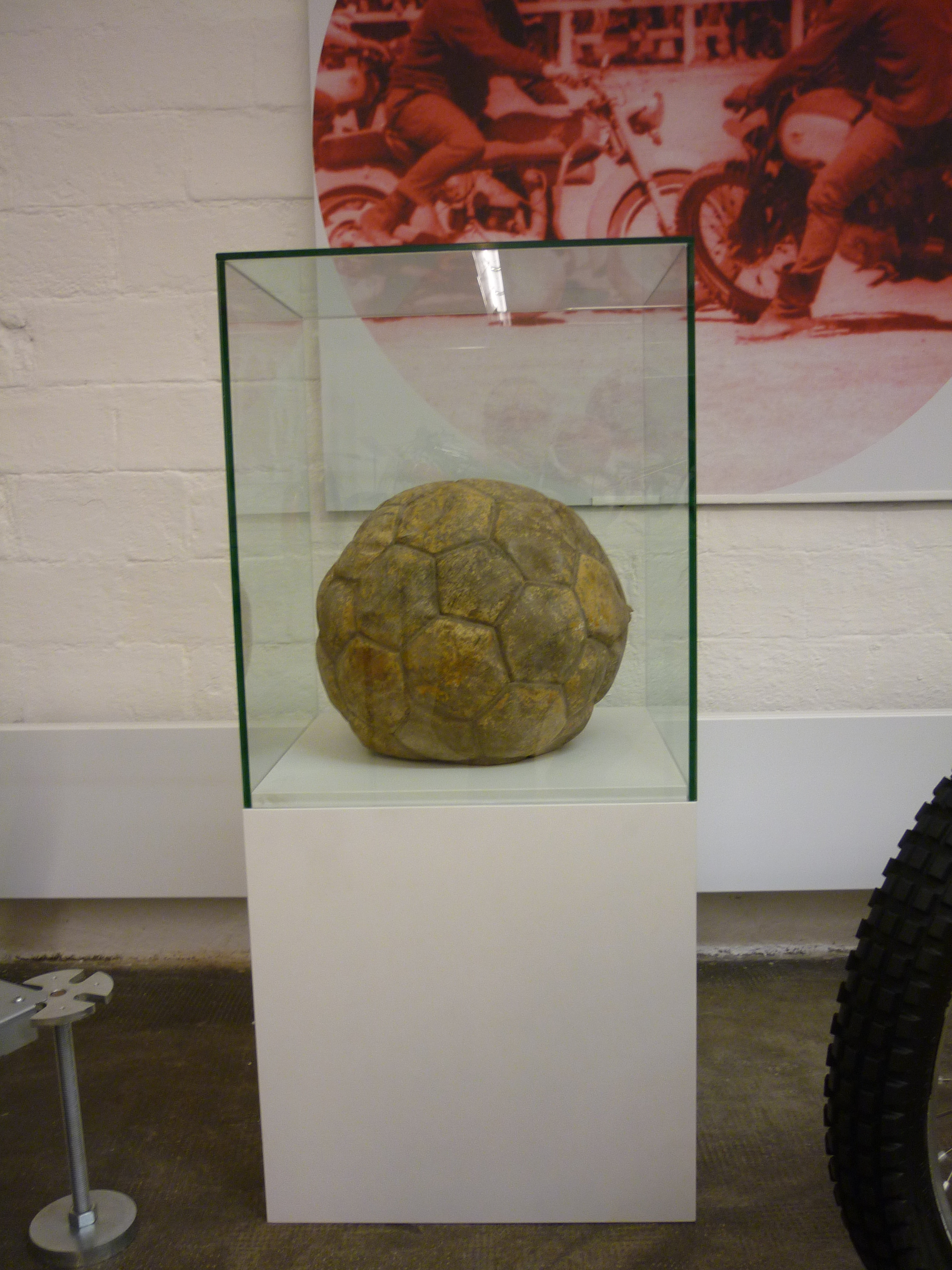
كرة موتوبول استخدمت في مسابقات كرة الدراجات النارية في كاتالونيا عام 1950م